# Absorption
Absorptioner är processer som innebär att minst en andel av en företeelse uppgår i en annan. Absorption är egenskapen till upptagning eller uppsugning hos ett material. Absorptionen anger ett materials förmåga att absorbera, till exempel en tvättsvamps förmåga att suga upp vatten med kapillärkraft som håligheterna i svampen bidrar till.

## Akustik
I akustik innebär absorption uppfångning av ljudvågor. Energin i ljudet övergår då till värme i det absorberande materialet. Det som inte absorberas reflekteras. 

## Farmakologi
I farmakologi innebär absorption upptagning av ett ämne, vanligtvis ett läkemedel, i en organism. Detta sker typiskt genom tarmen, men kan också ske genom huden eller magsäcken. Storleken av absorptionen av ett läkemedel påverkas både av läkemedlets egenskaper, till exempel pH och fettlöslighet, och av patientens egenskaper, till exempel hur väl tarmen fungerar. Absorptionen påverkas även av läkemedelssubstansens förmåga att ta sig över cellmembranet, vilket kan uttryckas som substansens permeabilitet.

## Kemi
I kemi innebär absorption att molekyler upptas i en fast- eller flytande fas så att de blir helt omslutna av den.
Ofta betecknas upptagande av gaser och vätskor i en fast eller flytande kropp i allmänhet som sorption. Tränger den upptagna gasen eller vätskan in i kroppens inre kallas processen absorption. Upptages gasen eller vätskan endast på kroppens yta sägs adsorption föreligga.
Medan adsorptionen är betingad av mellan det adsorberade ämnets molekyler och molekylerna i kroppens ytskikt verkande attraktionskrafter, är absorption ett lösningsfenomen, ibland åtföljt av kemiska processer. I fråga om orden absorption och adsorption är dock språkbruket vacklande.

## Optik
I optik innebär absorption att energin från fotoner upptas av elektroner i atomer. Fotonerna försvinner och övergår till inre energi i atomerna, genom att elektroner exciteras till en högre energinivå. För de flesta material gäller att en del av infallande strålning absorberas, medan andra delar reflekteras. I många fall beror fördelningen mellan absorption och reflektion på fotonernas våglängd. Ett exempel är ett ämnes förmåga att absorbera ljus i till exempel spektroskopi.